# سروله
سروله (به ایتالیایی: Serole) یک کومونه در ایتالیا است که در استان آسته واقع شده‌است. سروله ۱۱٫۸ کیلومتر مربع مساحت و ۱۶۶ نفر جمعیت دارد.